# Maria Dolores Rodríguez Frías
María Dolores Rodríguez Frías (Santa Cruz de Tenerife, Canarias, España) es doctora en Ciencias Físicas por la Universidad Complutense de Madrid y Catedrática de la Universidad de Alcalá en el área de Física Atómica, Molecular y Nuclear. Es Vocal del Comité Asesor de Infraestructuras Singulares (CAIS) del Ministerio de Ciencia e Innovación, Vocal de la Comisión Nacional de Astronomía del Ministerio de Transportes, Movilidad y Agenda Urbana, Presidenta de la Comisión de Investigación de Física de la Junta de Andalucía y Vicepresidenta del Grupo Especializado de Astrofísica de la Real Sociedad Española de Física, entre otros.

## Datos académicos
Rodríguez Frías realizó sus estudios de Licenciatura en Ciencias Físicas en la Universidad Complutense de Madrid en la especialidad de Física Fundamental. Realizó la primera tesis doctoral en España en el campo de la radiación cósmica trabajando en el experimento internacional HEGRA (High Energy Gamma Ray Array) localizado en el Observatorio Astrofísico del Roque de los Muchachos en la isla de La Palma. Rodríguez Frías defendió su tesis doctoral en el Departamento de Física Atómica, Molecular y Nuclear de la Universidad Complutense de Madrid. Su labor científica se centra en la Física de Astropartículas, especialmente en el estudio de la radiación cósmica de ultra-alta y extremadamente alta energía tanto desde tierra como desde el espacio.

## Trayectoria
Durante más de 30 años de actividad investigadora, Rodríguez Frías ha sido miembro de cuatro colaboraciones internacionales: HEGRA, SOHO (ESA/NASA), AUGER y JEM-EUSO. Ha participado en más de cincuenta proyectos de investigación financiados por CICYT, DGAPA, NATO, Universidad de Alcalá, MCYT, CAM, FECyT, MICINN, MINECO y por la Unión Europea siendo investigador principal de 10 proyectos nacionales y coordinadora de 4 proyectos nacionales coordinados. En el proyecto espacial  Extreme Universe Space Observatory, como Investigadora Principal de un proyecto coordinado del MINECO con una financiación de 2 M€ ha coordinado la participación española de cinco centros de investigación (Universidad de Alcalá, IAC, INTA, ULE y UPM) a esta misión espacial en estrecha colaboración con las empresas del sector aeroespacial SENER, LIDAX y ORBITAL. En el marco de esta misión espacial es miembro de su Comité Ejecutivo, Investigador Principal de una carga útil de la misión, la cámara infrarroja, cuyo completo diseño, construcción con tecnología espacial y AIV es responsabilidad de España, y uno de los 3 responsables y coordinadores del paquete de trabajo (WP) “Sistema de Monitorización Atmosférico (AMS)” del programa espacial. Investigadora Principal de la cámara infrarroja, participación española a la misión espacial EUSO-BALLOON de la Agencia Espacial Francesa (CNES) lanzada desde Timmins (Canadá). Investigadora Principal del lanzamiento de la cámara infrarroja española con NASA desde Nuevo México (USA) y responsable de material biológico vivo, esporas, hongos, etc. que voló en esta misión espacial.

## Participación en comités y comisiones

### Internacionales
- Miembro del panel europeo WG3 “Cosmic Rays” para la elaboración del Roadmap de Física de Astropartículas de la red europea ASPERA y ApPEC (2008)
- Miembro del comité europeo “ASPERA Outreach Committee (APONG)” de la red AStroParticle ERAnet II (ASPERA) en 2010.
- Experto de la Unión Europea para la evaluación de la convocatoria H2020 FET-OPEN (Future and Emerging Technology) (2014-2020).
- Experto de la "Agence Nationale de la Recherche (ANR)" para la evaluación de proyectos de investigación en Francia, 2014.
- Evaluador de Proyectos de investigación Científica y Tecnológica (PICT) del Fondo para la investigación Científica y Tecnológica (FONCyT) de Argentina, 2015.
- Experto científico del "Ministerio dell Instruzione dell Universita e della Ricerca" (MIUR) para la evaluación de proyectos de investigación de las convocatorias "Progetti Di Ricerca Di Rilevante Interesse Nazionale" (PRIN2017), (PRIN2020) y "Programma per Giovani Ricercatori-Rita Levi Montalcini" 2018.
- Experto del European Southern Observatory (ESO) para la evaluación de propuestas de observación (2015-2016).
- Experto del Programa de Infraestructuras H2020 INFRADEV de la Dirección General de Investigación e Innovación de la Unión Europea para el "Mid Term Review (MTR)" del proyecto de infraestructura Cherenkov Telescope Array (CTA), Bruselas, 23-24 de marzo de 2017.
- Vocal del Comité de ANVUR para la evaluación de centros de investigación en Italia, desde 2019.
- Evaluador de proyectos de la convocatoria COVID-19 del Fondo Integrativo Speciale per la Ricerca (FISR), Italia, 2020.
- Voval de la Comisión del Fondo para la investigación Científica y Tecnológica (FONCyT) de Argentina para la evaluación de los Proyectos de Investigación Científica y Tecnológica (PICT) de la Categoría IV "Areas Científicas Consolidadas Internacionalmente", 2021.
- Vocal del Comité de ARACIS para la evaluación de centros de investigación en Rumanía, desde 2021.
- Experto de la Unión Europea para la evaluación de la convocatoria EU-Marie Skladowska-Curie Postdoctoral Fellowships (MSCA-PF) 2021.
- Experto del Mid Term Review del proyecto AHEAD de la convocatoria EU H2020-INFRAIA, 2021.

### Nacionales
- Miembro del “Project General Board” (PGB) del Consolider MULTIDARK[10] del MINECO dónde ha coordinado la participación de cinco centros de investigación (UAH, USC, UIB, UM y CETA-CIEMAT) (2010-2017).
- Miembro del Comité de Gestión de ASTROMADRID (CAM) (2010-2013), SpaceTec (CAM) (2014-2018) y SpaceTec II (CAM) (desde 2019).
- Experto de las áreas “Física de Altas Energías” y “Espacio” de la Agencia Nacional de Evaluación y Prospectiva (ANEP) y de la Agencia Estatal de Investigación (AEI) para la evaluación de Proyectos de Investigación y de Transferencia de Tecnología.
- Miembro del Comité de ANEP de selección de los Contratos Ramón y Cajal del MICINN (2011) y de los Contratos Juan de la Cierva del MINECO (2016 y 2018).
- Miembro del Comité VERIFICA de ANECA (2008-2014) y del Comité MONITOR de ANECA (2011-2014).
- Vocal o Secretario del Comité de evaluación de acreditación profesorado universitario de la Agencia de Calidad (ACCUEE) (2011-2016) y Presidente (2017-2019).
- Vocal de la Comisión de Titulaciones de la Agencia de Calidad UNIBASQ del País Vasco (2015-2017).
- Vocal de la Comisión de Titulaciones de la Agencia de Calidad ACSUCYL de Castilla y León (2017-2019).
- Coordinadora de la Rama de Ciencias en la Comisión de Doctorado de la Agencia Andaluza de Calidad (DEVA_AAC) (2017-2020).
- Presidente de la Comisión de Investigación de Física de la Junta de Andalucía desde 2020.[3]
- Vocal del Comité Asesor de Infraestructuras Singulares de la Secretaría de Investigación del Ministerio de Ciencia e Innovación[3] desde 2020.
- Vocal de la Comisión Nacional de Astronomía del Ministerio de Transportes, Movilidad y Agenda Urbana desde 2021.

## Divulgación científica
- 100 Conceptos Básicos de Astronomía. INTA, Ministerio de Defensa. 2009. pp. 1-102.
- Coordinadora de un proyecto financiado por la fundación española FECyT, con la participación de 14 centros de investigación españoles en Física de Astropartículas en el centenario del descubrimiento de la Radiación Cósmica (2009-2010)
- Miembro del equipo de redacción del vídeo de difusión “JEM-EUSO the thin blue line” premiado en el concurso de divulgación del Consolider CPAN en 2011.
- Coordinadora de un proyecto financiado por FECyT con la participación de 11 centros de investigación españoles en Física de Astropartículas para la promoción de las vocaciones científicas en carreras STEM (2019-2022)
- Fundadora de la serie de Maratones de Astropartículas[11] desde 2009 para la promoción de la investigación de este campo en colegios y público general.